# Rhyssemus pectoralis
Rhyssemus pectoralis är en skalbaggsart som beskrevs av Clouet 1901. Rhyssemus pectoralis ingår i släktet Rhyssemus och familjen Aphodiidae. Inga underarter finns listade i Catalogue of Life.